# Вронув (Плешевський повіт)
Вронув (пол. Wronów) — село в Польщі, у гміні Ґізалки Плешевського повіту Великопольського воєводства.
Населення — 243 особи (2011).
У 1975-1998 роках село належало до Каліського воєводства.

## Демографія
Демографічна структура станом на 31 березня 2011 року:
|          | Загалом | Допрацездатний вік | Працездатний вік | Постпрацездатний вік |
| -------- | ------- | ------------------ | ---------------- | -------------------- |
| Чоловіки | 128     | 23                 | 96               | 9                    |
| Жінки    | 115     | 28                 | 64               | 23                   |
| Разом    | 243     | 51                 | 160              | 32                   |